# Gibraltar (Míchigan)
Gibraltar es una ciudad ubicada en el condado de Wayne en el estado estadounidense de Míchigan. En el Censo de 2010 tenía una población de 4656 habitantes y una densidad poblacional de 407,46 personas por km².

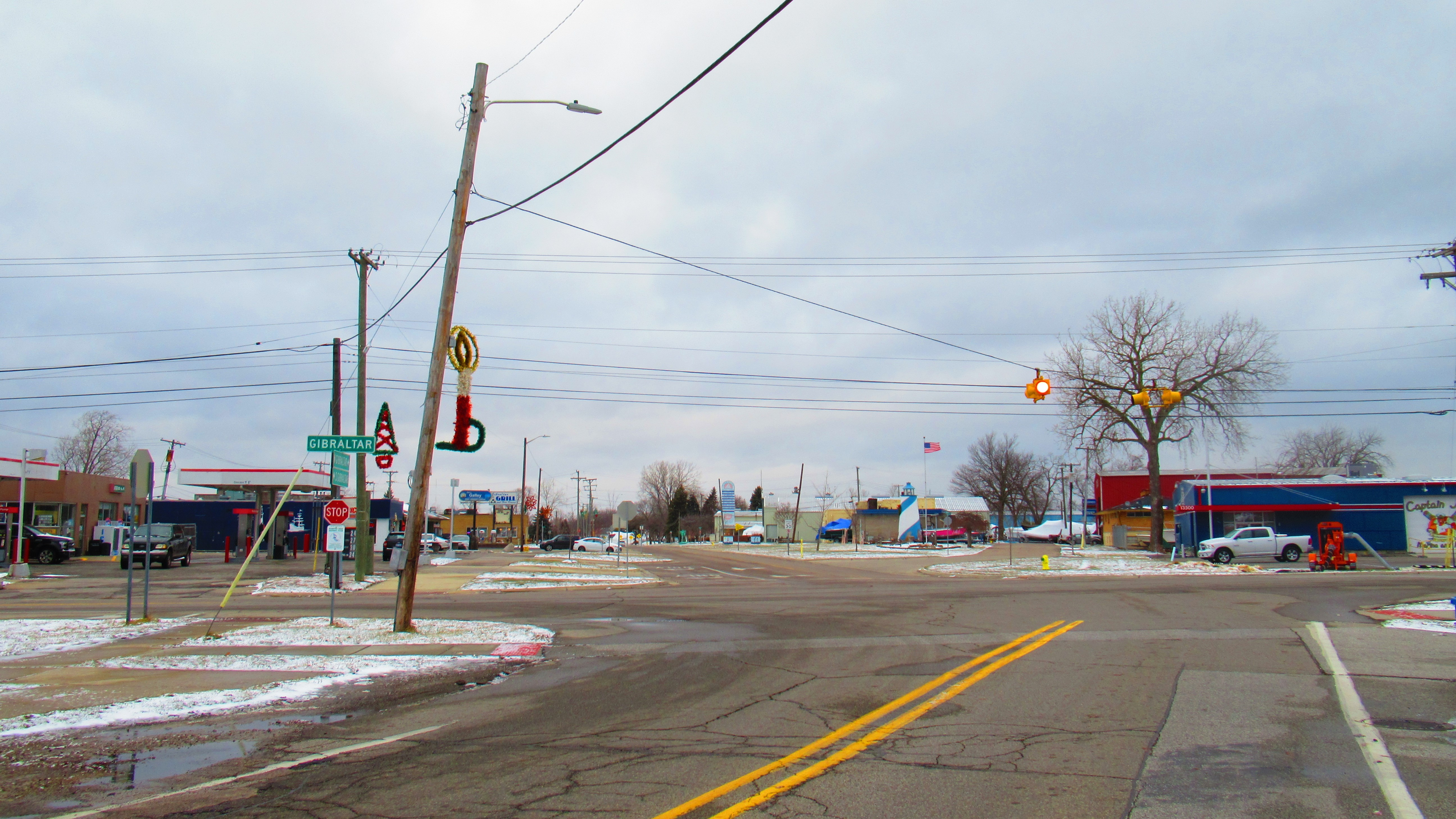
intersección de la calle Gibraltar

## Geografía
Gibraltar se encuentra ubicada en las coordenadas 42°6′20″N 83°12′4″O / 42.10556, -83.20111. Según la Oficina del Censo de los Estados Unidos, Gibraltar tiene una superficie total de 11.43 km², de la cual 9.79 km² corresponden a tierra firme y (14.32%) 1.64 km² es agua.

## Demografía
Según el censo de 2010, había 4656 personas residiendo en Gibraltar. La densidad de población era de 407,46 hab./km². De los 4656 habitantes, Gibraltar estaba compuesto por el 94.65% blancos, el 1.98% eran afroamericanos, el 0.41% eran amerindios, el 0.73% eran asiáticos, el 0.11% eran isleños del Pacífico, el 0.56% eran de otras razas y el 1.57% pertenecían a dos o más razas. Del total de la población el 2.94% eran hispanos o latinos de cualquier raza.